# Байюнь (Гуйян)
Байю́нь (кит. упр. 白云, пиньинь Báiyún) — район городского подчинения городского округа Гуйян провинции Гуйчжоу (КНР).

## История
Во времена империи Цин в 1687 году был создан уезд Гуйчжу (贵筑县).
15 ноября 1949 года в составе уезда Гуйчжу был образован район Байюнь, но уже в мае 1950 года он был расформирован.
В 1950 году был образован Специальный район Гуйян (贵阳专区), власти которого разместились в посёлке Хуаси уезда Гуйчжу. В 1952 году власти Специального района Гуйян переехали в уезд Гуйдин, и Специальный район Гуйян был переименован в Специальный район Гуйдин (贵定专区). В 1954 году уезд Гуйчжу перешёл из состава Специального района Гуйдин под юрисдикцию властей Гуйяна. В 1958 году уезд Гуйчжу был расформирован, а на его месте были образованы районы Хуаси и Удан.
В декабре 1959 года посёлок Байюнь был выведен из состава района Удан и подчинён напрямую властям Гуйяна, но в 1962 году он был возвращён в состав района Удан.
В мае 1966 года районы Хуаси и Удан были объединены в Пригородный район (郊区), но уже в марте 1967 года Пригородный район был расформирован, и были вновь образованы районы Хуаси и Удан.
7 июня 1973 года из района Удан был выделен район Байюнь.
В 2012 году часть земель района перешла в состав нового района Гуаньшаньху.

## Административное деление
Район делится на 6 микрорайонов, 3 посёлка и 2 национальные волости.